# Maurice Barlier
Pour les articles homonymes, voir Barlier.
Maurice Barlier, né le 9 septembre 1905 à Saint-Dié-des-Vosges et fusillé le 29 août 1941 au Mont-Valérien, est un résistant français.

## Biographie

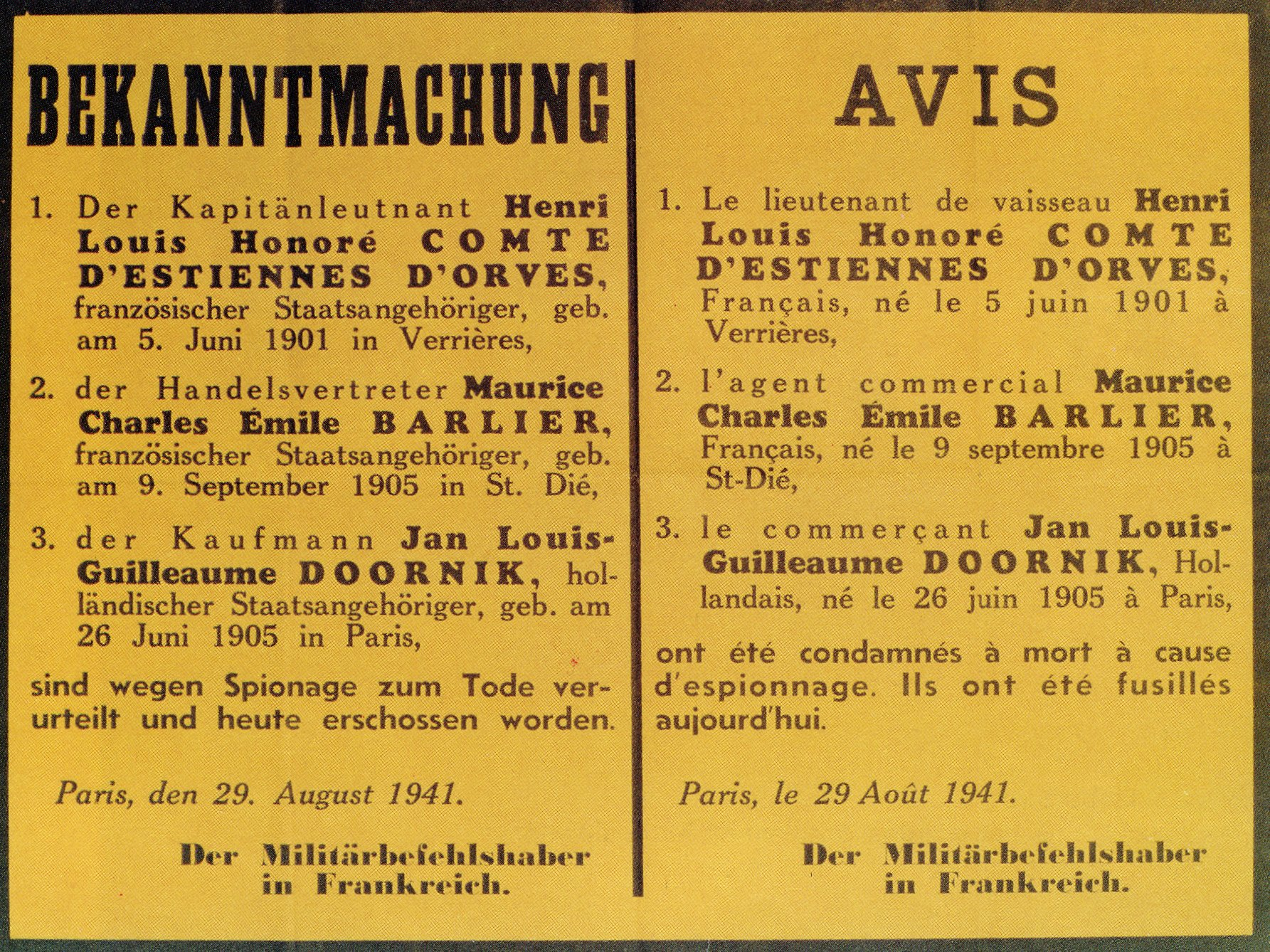
Proclamation de l'exécution de d'Estienne d'Orves, de Barlier et de Doornik par les Allemands.

Résidant au Ban St Martin (Moselle) avant la guerre. Lieutenant des FFL, il est le premier agent du BCRA à débarquer en France depuis Londres. Il était placé, avec Jan Doornik, sous les ordres d'Honoré d'Estienne d'Orves. Un mois plus tard, le 15 février 1941, une vedette de la Kriegsmarine arraisonne « La Marie-Louise » au large d’Ouessant : les 5 marins, ainsi qu’un agent du SOE, sont interpellés. Les Allemands décident alors de ramener les prisonniers de Berlin vers Paris pour les juger avec l’ensemble du groupe. Le procès a lieu devant le tribunal du Gross Paris entre le 13 et le 26 mai 1941. Le commandant d’Estienne d’Orves, Maurice Barlier et Jan Doornik sont condamnés à mort et fusillés au mont-Valérien le 29 août 1941. Les autres, dont Jean-François Follic, sont condamnés à de lourdes peines de travaux forcés pour « espionnage », « aide à l’ennemi » et « intelligence avec l’ennemi » et sont déportés le 16 octobre 1941. Tous trois seront les premiers Français Libres exécutés, le 29 août 1941.